# Louise von Hessen (1794–1881)
Louise von Hessen (* 9. April 1794 in Maastricht; † 16. März 1881 in Frankfurt am Main) war durch Heirat Gräfin von der Decken.

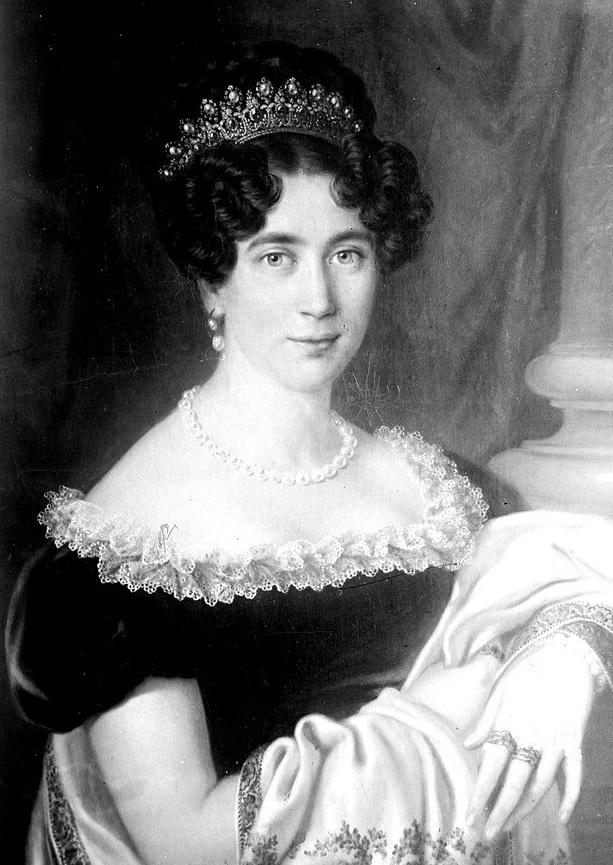
Louise von Hessen-Kassel (1794–1881)

## Leben
Louise wurde als Tochter des Landgrafen Friedrich von Hessen-Kassel-Rumpenheim und dessen Gemahlin Karoline Polyxena von Nassau-Usingen geboren.
Am 4. April 1833 heiratete sie gegen den Willen ihres Vaters in morganatischer Ehe den Offizier Georg von der Decken, der 1835 vom englischen König Wilhelm IV. in den Grafenstand erhoben wurde. Sie hatte Georg bei ihrer Schwester Auguste in Hannover kennengelernt. Er durchlief eine steile militärische Laufbahn, war Oberadjutant des britischen Feldmarschalls Stapleton Cotton, der ihn als einen vorzüglichen Offizier bezeichnete. Nach den Befreiungskriegen gegen Napoleon trat Georg in den Dienst des Königreichs Hannover und wurde hier Schwadron-Chef im Garde-Husarenregiment.
Louise und Georg lebten in Hannover, unweit des königlichen Marstalls in der Schmiedestraße. Nach seinem Tod lebte sie zunächst weiterhin in Hannover. Nach der preußischen Annexion des Königreichs Hannover im Jahre 1866 lebte Louise vorwiegend im Schloss Rumpenheim, das ihr Vater 1781 erworben und zu einer dreiflügeligen Anlage ausgebaut hatte.
Die Bibliothek aus dem Schloss Rumpenheim enthält aus Louises und dem Nachlass ihrer Brüder Friedrich Wilhelm und Georg Karl einen umfangreichen Bestand. Er umfasst
4227 Titel, wurde 1922 katalogisiert und kam in den 1950er Jahren in das Schloss Fasanerie.
Louise fand ihre letzte Ruhestätte neben ihrem Mann im Mausoleum nahe der Schlosskirche zu Rumpenheim.